# Simpyc
Le projet SIMPYC (en forme complète Système d’intégration environnementale du port et de la ville), est un projet qui a pour but de trouver des solutions aux problèmes liés aux relations entre ville et port, par la mise en place d’actions coordonnées entre les autorités portuaires et municipales.
Il est cofinancé par le programme européen LIFE (l’instrument financier pour l’environnement).
Ce projet est porté par trois agglomérations européennes disposant de ports industriels et commerciaux : Valence (Espagne), les ports de Toulon et de La Seyne-sur-Mer (France) et Livourne (Italie).
Le projet SIMPYC vise également à fournir des solutions à la gestion environnementale des ports de pêche et de plaisance situés dans des petites localités. Dans ce cadre, le projet SIMPYC a visé à établir une évaluation des systèmes de gestion environnementale de ces ports afin de développer un modèle de gestion intégrée de l’environnement portuaire.
Les ports de pêche et de plaisance de Dénia et Villajoyosa / La Vila Jojosa (Alicante, Espagne) participent au projet en tant que sites pilotes.

## Les relations Ville/Port, une grande chance
Promouvoir la coexistence entre la ville et le port par :
- la suppression des barrières séparant la ville et le port ;
- la recherche de solutions communes aux problèmes liés aux relations ville/port ;
- la mise en œuvre d’actions respectueuses de l’environnement dans une logique de développement durable ;
- la mise en place d’espaces ludiques sur les ports  à destination du grand public.

## Les objectifs du projet
Les principaux objectifs poursuivis par le projet SIMPYC sont les suivants :
- Coordonner la mise en place de processus de gestion environnementale  des espaces urbains et portuaires en collaboration  avec les différentes administrations.
- Mettre en place des initiatives pour surveiller les pollutions atmosphériques avec une attention particulière sur les études d’impact sur le développement économique du territoire.
- Montrer l’importance socio-économique des ports et la préservation de l’environnement.
- Sensibiliser le grand public à l’importance de l’environnement côtier ainsi qu’à la nécessité de le préserver.

## Les résultats attendus
À la fin du projet en janvier 2008, les partenaires espèrent atteindre les résultats suivants :
- Un programme environnemental qui résulte des actions coordonnées menées sur les villes et les ports
- La création de systèmes intégrés pour surveiller les pollutions sonores et atmosphériques
- Un système d’indicateurs permettant la mise en place d’actions  pouvant être évaluées et contrôlées.
- Une campagne de sensibilisation  à destination du grand public et plus particulièrement des jeunes
- Une campagne publique de participation des citoyens par l’organisation de réunions avec les partenaires, de forums et de débats, de questionnaires
- Un séminaire international sur les relations ville-port.

## Les partenaires du projet
Autorité portuaire de Valence (Chef de File) 
- L’autorité portuaire de Valence assure la gestion des ports de Valence, Sagunto et Gandia. Cette étroite collaboration fait de ce port espagnol l’un des principaux ports de la Méditerranée en termes de trafic commercial notamment concernant le transport de conteneurs. En effet, le port de Valence est un pôle attractif  qui profite de liens très importants avec les autres ports du monde[1].
- Cette institution dépend de l’État qui coordonne la  gestion des ports espagnols en collaboration avec les 28 autorités portuaires  représentant 53 ports nationaux[2].
- Le gouvernement régional de Valence coordonne la gestion des 35 ports régionaux au travers de Ministère régional des infrastructures et du transport[3].
- Cette fondation est un organisme à but non lucratif qui a pour objectif de promouvoir une meilleure connaissance des actions et des politiques européennes. Elle permet, en outre de renforcer le positionnement de la Région de Valence au niveau européen[4].
- Cette société a une grande expérience dans le domaine des outils de communication et de l’internet[5].
- La Municipalité de Valence développe une approche stratégique pour promouvoir l’intégration ville/port. La ville de Valence profitera  de la l’organisation de la  Coupe de l’America  pour promouvoir l’importance des ports[6].
- L’Université publique de Valence s’engage fortement dans les domaines de la recherche et de l’innovation notamment appliquée au développement local[7].
- Livourne est un port majeur de la Méditerranée qui représente un facteur de dynamisme pour la ville et la région[8].
- La Communauté d’Agglomération Toulon Provence Méditerranée créée en 2002  et qui regroupe onze communes pour plus de 400 000 habitants, occupe une position stratégique sur l’Arc Méditerranéen. Dans cette perspective Toulon Provence Méditerranée entend se positionner comme un acteur majeur sur la scène européenne et s’engage donc dans le domaine de la coopération transnationale (projet Interreg IIIB MEDOCC SUBMED et MIMAR MED, projet Interreg IIIC VISTORIA).  De plus, Toulon Provence Méditerranée se mobilise pour le respect de l’environnement grâce notamment à la mise en place du Contrat de Baie de la Rade de Toulon et de son bassin  versant[9].
- Situé au cœur de la Région PACA, dans le sud de la France, le Var constitue la porte d’accès naturelle à la Mer Méditerranée, pour l’Europe du Nord. La Chambre de Commerce et d’Industrie du Var consciente du rôle majeur que joue les ports  dans l’économie régionale accompagne le développement de l’activité portuaire.
- FEPORTS est l’institut portuaire pour les études et la coopération de la Région de Valence. Le Gouvernement régional de Valence et les autorités portuaires de Castellon, Valence  et Alicante ont intégré cet institut avec pour objectif de développer la recherche. FEPORTS  a été choisi par les partenaires du projet SIMPYC, pour assurer le secrétariat de SIMPYC, pour sa grande expérience des projets européens[10].